# Strub-Quartett
Das Strub-Quartett war ein bekanntes deutsches Streichquartett aus Berlin (1929–1945) und Detmold (1945–1965). Namensgeber war der Primarius Max Strub.

## Geschichte
Das erste Strub-Quartett bildete sich aus dem Kammerorchester Edwin Fischers heraus und wurde nicht unwesentlich durch den Pianisten gefördert.
Anfang des 20. Jahrhunderts beeinflusste das Strub-Quartett die deutsche Streichquartettlandschaft maßgeblich mit. Ab Ende der 1930er Jahre oblagen dem Strub-Quartett (4) gemeinsam mit dem Gewandhaus-Quartett (4), mit dem Kammertrio für Alte Musik (1) und dem Gewandhaus-Kammerorchester (1) die Kammermusikabende im Leipziger Gewandhaus. Konzertreisen führten das Ensemble sowohl durch Deutschland als auch ins europäische Ausland nach Italien, Österreich, Frankreich und Dänemark sowie in die Niederlande und Schweiz. Wiederholt trat das Streichquartett ab 1939 in Mailand, zunächst im Conservatorio Giuseppe Verdi, dann 1949 in der Aula der Katholischen Universität vom Heiligen Herzen und 1951 im Teatro Excelsior auf. Während des Zweiten Weltkrieges (1. bis 4. Juni 1943) gab das Quartett auch kulturpropagandistische Konzerte im besetzten Frankreich (Bordeaux, Poitiers und Angers). Das Strub-Quartett stand 1944 auf der Gottbegnadeten-Liste des Reichsministeriums für Volksaufklärung und Propaganda.
1940 wurde es Ehrenmitglied der Società del quartetto di Milano und 1942 des Vereins Beethoven-Haus Bonn. Im Jahr 1952 war es zur Beethoven-Feier geladen. Außerdem erhielt das Streichquartett eine Sonderaudienz bei Papst Pius XII. im Vatikan. Vorangegangen waren in der Saison 1951/52 der Beethoven-Zyklus in München und Stuttgart, später dann alle Streichquartette des Komponisten im Mozarteum in Salzburg und im Palazzo Pitti in Florenz. Weiterhin konzertierte das Quartett in der Accademia Nazionale di Santa Cecilia in Rom.

## Mitglieder
Dem Streichquartett gehörte zeitlebens Max Strub (1929–1965) als Primarius (1. Violine) an. Ihm zur Seite standen Josef Krips (1929–1933), Jost Raba (1934–1938), Hermann Hubl (1939–1951), Otto Schad (1951–1953) und Ruth Wagner-Nielen (1953–1965) als 2. Violinen, Rudolph Nel (1929–1933), Walter Trampler (1934–1938), Hermann Hirschfelder (1939–1951), Franz Beyer (1951–1953 und 1962–1965) und Walter Müller (1953–1962) als Violen und Hans Schrader (1929–1933), Ludwig Hoelscher (1934–1938), Hans Münch-Holland (1939–1953) und Irene Güdel (1953–1965) als Violoncelli.

## Repertoire
Das Strub-Quartett war auf das klassisch-romantische Repertoire sowie modernere Musik, etwa von Max Reger und Paul Hindemith spezialisiert. Es verantwortete die Uraufführung von Streichquartetten Karl Höllers (op. 24), Hans Pfitzners (op. 50), Lothar Windspergers und Johannes Driesslers (op. 41/1). Außerdem wirkte das Streichquartett an der Uraufführung des durch Armin Knab bearbeiteten Streichquintetts von Anton Bruckner mit.

## Diskographie
- Ludwig van Beethoven: Streichquartett Nr. 9, C-Dur, op. 59/3 (Electrola 1941)
- Anton Bruckner: Streichquintett, F-Dur, WAB 112 (Electrola 1940 ?, Pristine Audio 2017)
- Antonín Dvořák: Finale, aus: Streichquartett, F-Dur, op. 96 „Amerikanisches Quartett“ (Bertelsmann Schallplattenring 1959)
- Joseph Haydn: Variationen aus: Streichquartett, C-Dur, C-Dur, op. 76/3, Hob. III:77 „Kaiserquartett“ (Bertelsmann Schallplattenring 1959 und 1961, Orbis 1967, Parnass 1968)
- Karl Höller: Streichquartett Nr. 1, E-Dur, op. 24 (Electrola 1938)
- Wolfgang Amadeus Mozart: Klarinettenquintett A-Dur KV 581 (Electrola 1941, Clarinet Classics 2000)
- Max Reger: Streichquartett Nr. 4, Es-Dur, op. 109 (Electrola 1936 und 1938)
- Franz Schubert: Klavierquintett, A-Dur, op. posth. 114, D 667 „Forellenquintett“ oder Thema und Variationen daraus (His Master’s Voice 1937, Electrola 1938, Bertelsmann Schallplattenring 1959, 1960 und 1961 mit Conrad Hansen[15], Ariola 1960, Pearl 1995); Streichquartett Nr. 15, G-Dur, op. posth. 161, D 887 (Electrola 1937); Streichquintett, C-Dur, op. posth. 163, D 956 (Electrola 1941, meloclassic 2014); Streichquartett d-moll Nr. 14, D 810, "Der Tod und das Mädchen" (Electrola 1940)
- Gerhart von Westerman: Streichquartett Nr. 2, c-Moll, op. 8 (Electrola 1941, meloclassic 2014)